# Dekanat North East (archidiecezja Glasgow)
Dekanat North East – jeden z 8 dekanatów rzymskokatolickiej archidiecezji Glasgow w Szkocji. 
Według stanu na październik 2016 w skład dekanatu North East wchodziło 10 parafii rzymskokatolickich. Dziekanem był wówczas V. Rev. Robert Canon Hill VF. 

## Lista parafii
Źródło:
| Lp. | Miejscowość          | Parafia                                       | Grafika | Kościół                                                 | Adres |
| --- | -------------------- | --------------------------------------------- | ------- | ------------------------------------------------------- | ----- |
| 1   | Glasgow-Bishopbriggs | Parafia św. Dominika                          |         | Kościół św. Dominika w Glasgow                          |       |
| 2   | Glasgow-Bishopbriggs | Parafia św. Mateusza                          |         | Kościół św. Mateusza w Glasgow                          |       |
| 3   | Glasgow-Condorrat    | Parafia Najświętszej Maryi Panny i św. Heleny |         | Kościół Najświętszej Maryi Panny i św. Heleny w Glasgow |       |
| 4   | Glasgow-Croy         | Parafia Świętego Krzyża                       |         | Kościół Świętego Krzyża w Glasgow                       |       |
| 5   | Cumbernauld          | Parafia św. Józefa                            |         | Kościół św. Józefa w Cumbernauld                        |       |
| 6   | Cumbernauld          | Parafia św. Łucji                             |         | Kościół św. Łucji w Cumbernauld                         |       |
| 7   | Cumbernauld          | Parafia Najświętszego Serca Jezusowego        |         | Kościół Najświętszego Serca Jezusowego w Cumbernauld    |       |
| 8   | Kirkintilloch        | Parafia św. Flannana                          |         | Kościół św. Flannana w Kirkintilloch                    |       |
| 9   | Kirkintilloch        | Parafia Świętej Rodziny i św. Niniana         |         | Kościół Świętej Rodziny i św. Niniana w Kirkintilloch   |       |
| 10  | Glasgow-Twechar      | Parafia św. Jana od Krzyża                    |         | Kościół św. Jana od Krzyża w Glasgow                    |       |